# Maisie Williams

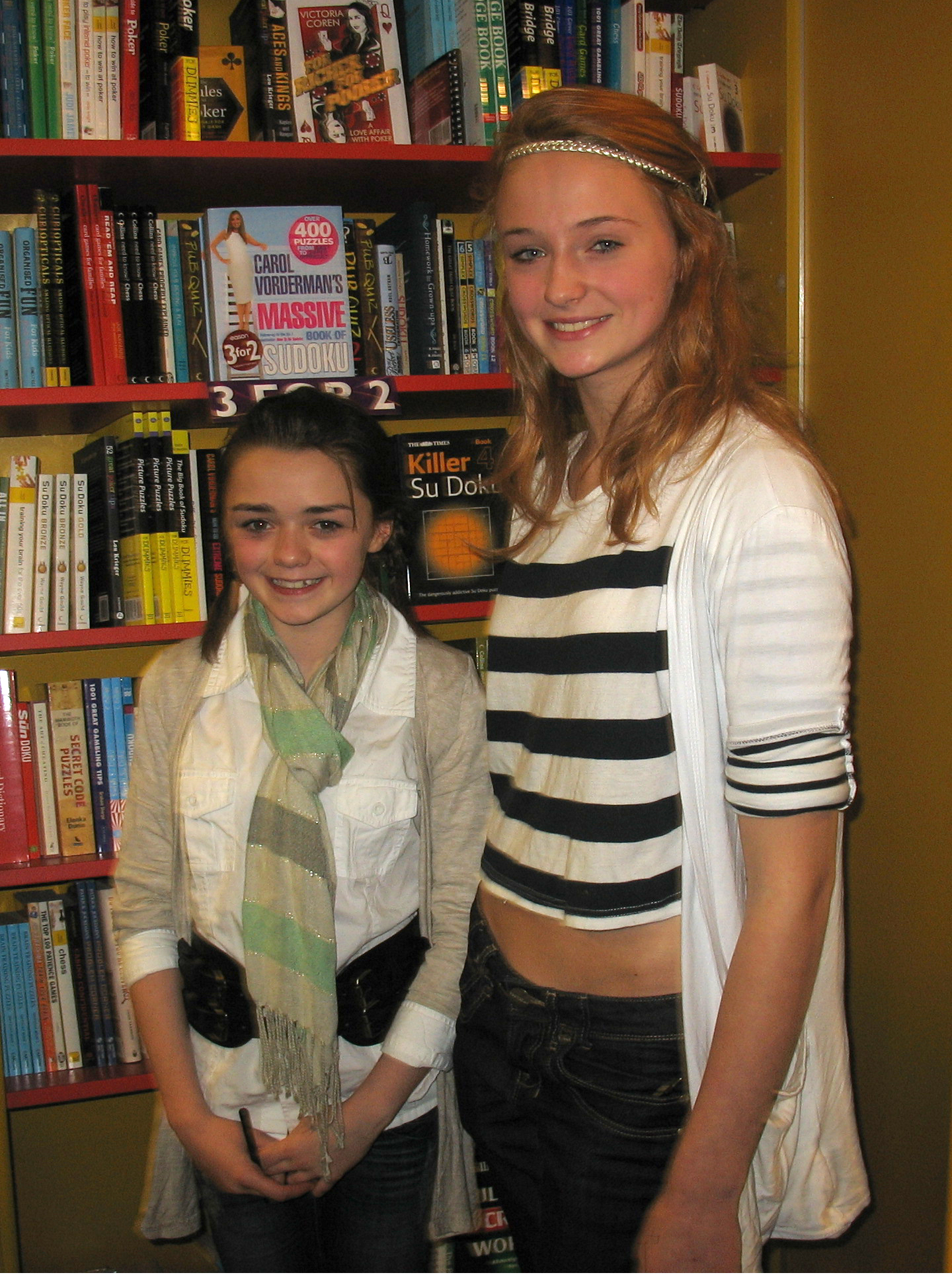
Maisie Williams med motspelaren från Game of Thrones, Sophie Turner 2009.

Margaret Constance "Maisie" Williams, född 15 april 1997 i Bristol, är en brittisk skådespelare.
Williams är uppväxt i Somerset i södra England. Hon är främst känd för att 2011–2019 ha spelat rollen som Arya Stark i TV-serien Game of Thrones.

## Biografi
Williams växte upp med en ensamstående mamma som flydde från relationen med Williams pappa när hon var några månader gammal. Bland annat på grund av familjens traumatiska upplevelser upplevde Williams ångestproblematik från en tidig ålder.

## Filmografi

### Film
| År   | Titel            | Roll                       | Anmärkningar |
| ---- | ---------------- | -------------------------- | ------------ |
| 2015 | The Falling      | Lydia Lamont               |              |
| 2016 | The Book of Love | Millie                     |              |
| 2017 | Mary Shelley     | Isabel Baxter              |              |
| 2018 | Grottmannen Dug  | Goona                      | Röst         |
| 2020 | The New Mutants  | Ranhe Sinclair / Wolfsbane |              |

### Television
| År        | Titel                       | Roll                | anmärkningar               |
| --------- | --------------------------- | ------------------- | -------------------------- |
| 2011–2019 | Game of Thrones             | Arya Stark          | Huvudroll                  |
| 2012      | The Secret of Crickley Hall | Loren Caleigh       | 3 episoder                 |
| 2014      | Robot Chicken               | Didi Pickles (röst) | Avsnitt: "Link's Sausages" |
| 2015      | Cyberbully                  | Casey Jacobs        | TV-film                    |
| 2015      | Doctor Who                  | Ashildr/Me          | 4 avsnitt                  |